# Мазі
Мазі (італ. Masi, вен. Maxi) — муніципалітет в Італії, у регіоні Венето, провінція Падуя.
Мазі розташоване на відстані близько 370 км на північ від Рима, 75 км на південний захід від Венеції, 45 км на південний захід від Падуї.
Населення — 1821 особа (2014).

## Демографія
Населення за роками:

Станом на 1 січня 2023 року в муніципалітеті офіційно проживало 170 іноземців з 14 країн, серед них 39 громадян країн Євросоюзу та 5 громадян України.

## Сусідні муніципалітети
- Бадія-Полезіне
- Кастельбальдо
- Мерлара
- П'яченца-д'Адідже